# آندرس لیپستوک
آندرس لیپستوک (استونیایی: Andres Lipstok؛ زادهٔ ۶ فوریهٔ ۱۹۵۷) سیاستمدار و نماینده سابق مجلس اهل استونی است. وی از سال ۱۹۹۴ تا ۱۹۹۵ وزیر دارایی استونی بوده است.